# Walter Lantz Productions
Walter Lantz Productions ou Walter Lantz Studio était un studio d'animation américain. De 1929 à 1972, le studio a été le principal producteur de dessins animés pour le compte de Universal Pictures.

## Historique
Le studio a été créé sous le nom de Universal Studio Cartoons à l'initiative du président de Universal Carl Laemmle. Walter Lantz, un ancien des Fleischer Studios qui était alors à l'occasion le chauffeur de Laemmle fut choisi pour le diriger.
En 1935, le studio devint une société indépendante d'Universal et fut rebaptisé le Walter Lantz Studio. En 1940, Walter Lantz récupéra le copyright de ses personnages.
Parmi les principaux personnages du studio, on peut citer Woody Woodpecker, Andy Panda, Chilly Willy et Oswald le lapin chanceux (Oswald the Lucky Rabbit).
L'une des séries se nomme Swing Symphonies et voulait concurrencer les Silly Symphonies de Walt Disney.
En août 1947, Walter Lantz s'installe au 861 Seward Street, ancien Harman-Ising Studio et occupé temporairement par une équipe de Disney en charge de Bambi.
En 1969, plusieurs studios ont fermés leurs départements animation et Walter Lantz Productions devient le seul studio à continuer à produire des courts métrages d'animation pour le cinéma[réf. nécessaire]. En 1972, le studio cesse la production de courts métrages d'animation en raison de la hausse de l'inflation mais occupe encore ses locaux sur Seward Street. Les treize derniers dessins animés du studio sont sortis cette année-là.
Lantz déménage à la fin des années 1970 au  6311 Romaine, ancien siège de Technicolor et après plusieurs propriétaires, le 861 Seward Street est occupé par LaserPacific (en), société rachetée en 2011 par Technicolor.

## Membres du studio

### Producteur
- Walter Lantz

### Réalisateurs
- Walter Lantz
- Bill Nolan
- Tex Avery
- Alex Lovy
- Les Kline
- Rudy Zamora
- Fred Kopietz
- Patrick Lenihan
- Burt Gillett
- Elmer Perkins
- Ben Hardaway
- Emery Hawkins
- James Culhane
- Dick Lundy
- Don Patterson
- Paul J. Smith (1953-1972)
- Ray Patterson
- Grant Simmons
- Jack Hannah (1960-1962)
- Sid Marcus (1963-1966)

### Scénaristes
- Walter Lantz
- Ben Hardaway
- Milt Schaffer
- Homer Brightman
- Dalton Sandifer
- Bill Danch
- Tedd Pierce
- Al Bertino
- Dick Kinney
- Ralph Wright
- Cal Howard
- Sid Marcus
- Dale Hale

### Animateurs
- Ray Abrams
- Tex Avery
- Lester Kline
- Laverne Harding
- Alex Lovy
- Dick Lundy
- Grim Natwick
- Don Patterson
- Al Coe
- Roy Jenkins
- Arthur Davis
- Virgil Ross
- Volus Jones

### Musique
- Frank Marsales
- Darrell Calker (1940-1949, 1961-1964)
- Clarence Wheeler (1951-1966)
- Walter Greene (1962-1972)